# International Institute for Democracy and Electoral Assistance

Logo des International Institute for Democracy and Electoral Assistance

Das International Institute for Democracy and Electoral Assistance (International IDEA; deutsche, nichtoffizielle Übersetzung: Internationales Institut zur Förderung von Demokratie und demokratischer Teilhabe) ist eine zwischenstaatliche Organisation mit dem Ziel der weltweiten Demokratieförderung. Der Hauptsitz des Instituts ist auf Strömsborg im schwedischen Stockholm, die Organisation hat aber weltweit Büros, so auch bei den Vereinten Nationen in New York, der Europäischen Union in Brüssel sowie Regionalbüros in Afrika, Lateinamerika, Asien und dem Pazifikraum.

## Aufgabe
Das International IDEA bezeichnet es als seine Aufgabe, weltweit nachhaltigen demokratischen Wandel zu unterstützen. Es ist die einzige zwischenstaatliche Organisation, die dies als alleinigen Auftrag hat. Dazu ist die Organisation vor allem bei der Schaffung und Verbreitung spezialisierten Wissens aktiv. Dies umfasst die Bereiche der Wahlprozesse, Verfassungsgebung, politische Teilhabe und Vertretung sowie Demokratie und Entwicklung und das Verhältnis von Demokratie mit Gender, Diversität, Konfliktsituationen und Sicherheit.

## Mitglieder
Die Organisation hat 35 Vollmitglieder (Stand: 7. Oktober 2024):
- Australien (seit 1995)
- Barbados (seit 1995)
- Belgien (seit 1995)
- Benin (seit 2016)
- Botswana (seit 1997)
- Brasilien (seit 2016)
- Chile (seit 1995)
- Costa Rica (seit 1995)
- Deutschland (seit 2002)
- Dominikanische Republik (seit 2011)
- Estland (seit 2021)
- Finnland (seit 1995)
- Frankreich (seit 2023)
- Ghana (seit 2008)
- Indien (seit 1995)
- Indonesien (seit 2013)
- Kanada (seit 1997)
- Kap Verde (seit 2003)
- Luxemburg (seit 2018)
- Mauritius (seit 1999)
- Mexiko (seit 2003)
- Mongolei (seit 2011)
- Namibia (seit 1997)
- Niederlande (seit 1995)
- Norwegen (seit 1995)
- Panama (seit 2018)
- Peru (seit 2004)
- Philippinen (seit 2013)
- Portugal (seit 1995)
- Schweden (seit 1995)
- Schweiz (seit 2006)
- Spanien (seit 1995)
- Südafrika (seit 1995)
- Tunesien (seit 2019)
- Uruguay (seit 2003)

Japan und die Vereinigten Staaten haben einen offiziellen Beobachterstatus.